# Carl Leberecht Immermann
Carl (Karl) Leberecht Immermann (n. 24 aprilie 1796, Magdeburg, Regatul Prusiei – d. 25 august 1840, Düsseldorf, Germania) a fost un dramaturg și romancier german.
Dramaturgia sa, de factură romantică, manifestă interesul pentru teme istorico-legendare, iar romanele sale reprezintă o observație ascuțită asupra realității timpului.

## Opera
- 1830: Tulifäntchen
- 1832: Merlin
- 1836: Epigonii ("Die Epigonen")
- 1838: Münchhausen